# Botiza
Botiza is een Roemeense gemeente in het district Maramureș.
Botiza telt 2861 inwoners.

Botiza
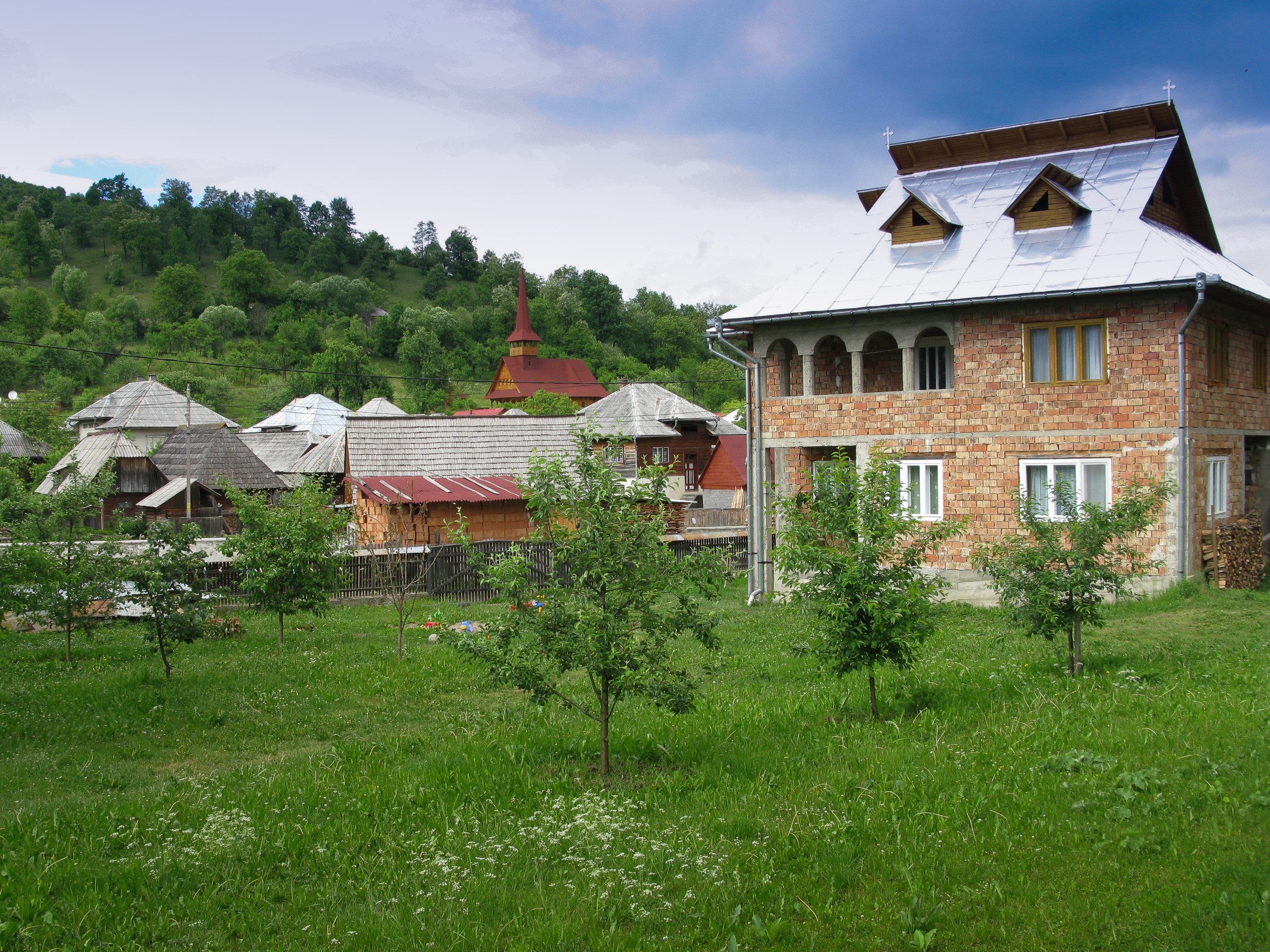
village
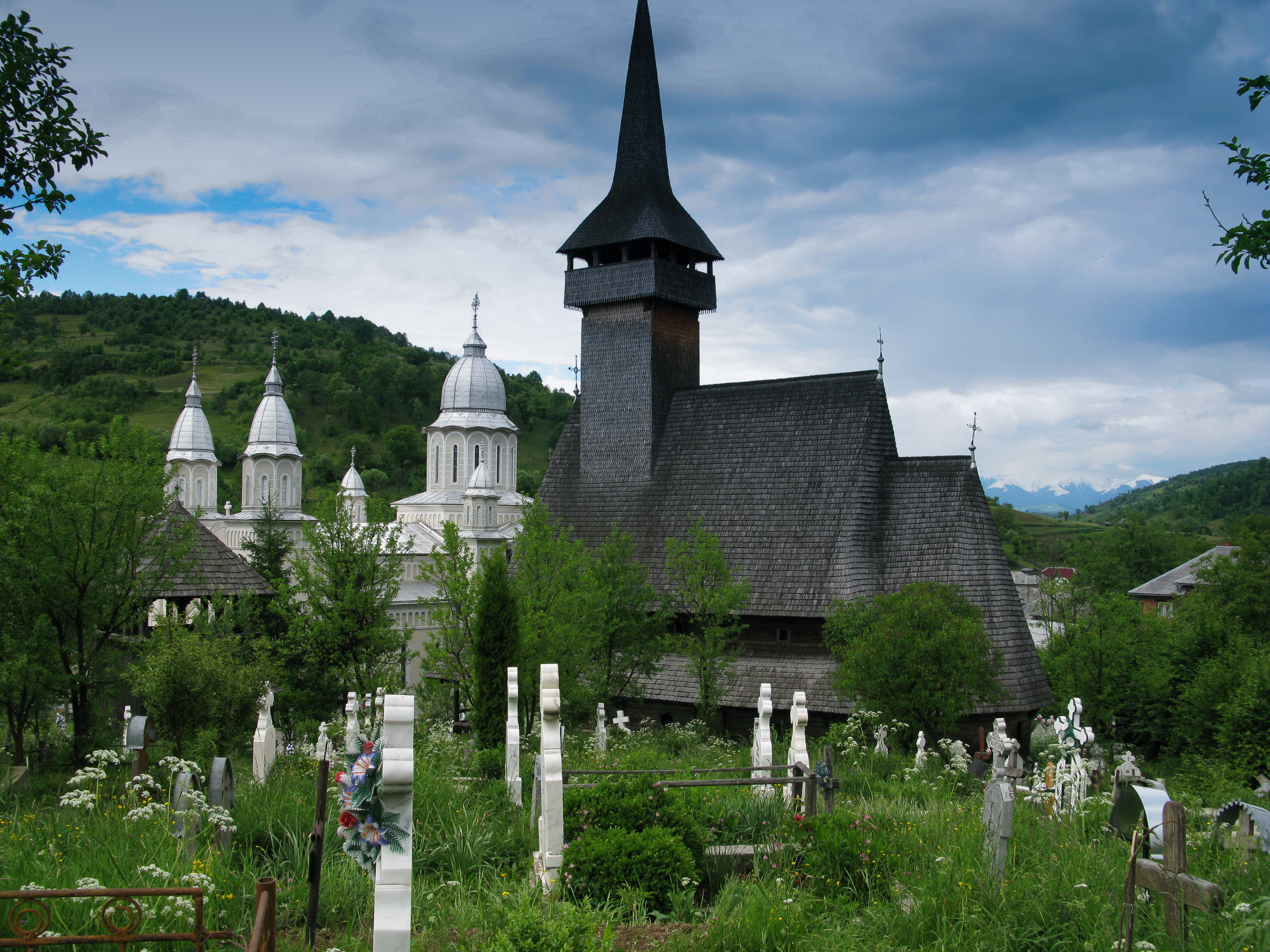
wooden church
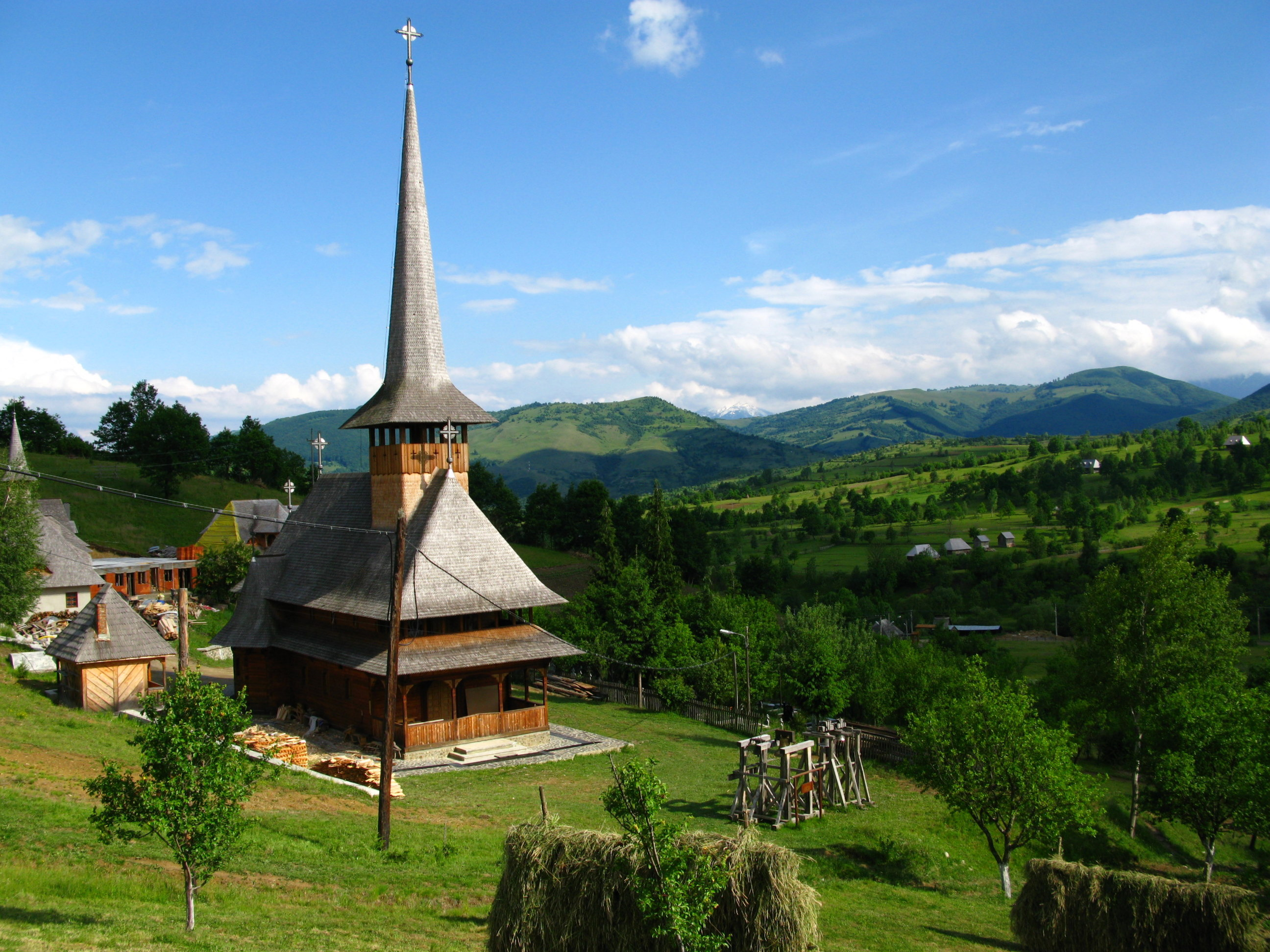
surroundings